# Canon d'assaut de 120mm AMX
Canon d'assaut de 120mm AMX (CA 120 AMX), широко известная под некорректным обозначением Foch — французская опытная самоходная артиллерийская установка (САУ), относящаяся к классу истребитель танков, созданная на базе опытного среднего танка AMX-50. В 1951 году несколько образцов были подвергнуты войсковым испытаниям, но как и базовый танк, на вооружение САУ принята не была из-за начала разработки нового варианта AMX 50 с идентичным вооружением во вращающейся башне.

## Описание конструкции
Машина имела полностью закрытый вытянутый в длину безбашенный корпус с противоснарядным бронированием. Лобовые бронеплиты толщиной 180 мм были расположены под наклоном в 55°, эффективная толщина брони равнялась приблизительно 350 мм. Орудие калибра 120 мм и оснащённое дульным тормозом располагалось спереди в маске, значительно выступающей за пределы бронеплит.
Слева на крыше установлена командирская башенка с дальномером, справа — башенка с 20-мм автоматической пушкой MG 151 для ведения огня по наземным и воздушным целям. Водитель располагался справа по ходу машины и наблюдал за местностью с помощью имевшегося в его распоряжении перископа.
Силовая установка и ходовая часть заимствованы с танка AMX-50.

## В массовой культуре
- В World of Tanks и World of Tanks Blitz САУ представлена в виде 4 модификаций (в WoT Blitz 3): AMX AC mle. 48 VIII уровня, AMX 50 Foch IX уровня, AMX 50 Foch B (отсутствует в Blitz) и AMX 50 Foch (155) — обе X уровня.
- В War Thunder представлена в виде САУ V ранга боевого рейтинга 7.3.